# Гаївська сільська рада (Бродівський район)
Гаївська сільська рада — орган місцевого самоврядування у Бродівському районі Львівської області. Адміністративний центр — село Гаї.

## Загальні відомості
Гаївська сільська рада утворена в 1939 року. Населення — 2195 осіб.

## Населені пункти
Сільській раді підпорядковані чотири населені пункти.
| № | Назва населеного пункту | Населення | Площа, км² | Густота населення | Дата заснування |
| - | ----------------------- | --------- | ---------- | ----------------- | --------------- |
| 1 | с. Гаї                  | 655       | 3,2        | 201               | XVIII ст.       |
| 2 | с. Гаї-Дітковецькі      | 533       | 2,413      | 220.890           | 800             |
| 3 | с. Гаї-Смоленські       | 484       | 2,69       | 179,93            | 800             |
| 4 | с. Дітківці             | 523       | 1,329      | 393.530           | 1550            |

## Склад ради
Рада складається з 14 депутатів та голови.

### Керівний склад попередніх скликань
| ПІБ                  | Основні відомості                                                 | Дата обрання | Дата звільнення |
| -------------------- | ----------------------------------------------------------------- | ------------ | --------------- |
| Пушка Віра Євгенівна | Сільський голова, 1966 року народження, освіта вища               | 26.03.2006   | 31.10.2010      |
| Пушка Віра Євгенівна | Сільський голова, 1966 року народження, освіта вища, позапартійна | 31.10.2010   | 25.10.2015      |
| Пушка Віра Євгенівна | Сільський голова, 1966 року народження, освіта вища, позапартійна | 25.10.2015   |                 |

Примітка: таблиця складена за даними джерела